# Богодухів
Богоду́хів (МФА: [bɔɦoˈduxʲiu̯] ( прослухати)) — місто в Україні, центр Богодухівської громади і Богодухівського району Харківської області. Розташований на північному заході Харківської області. Відстань до обласного центру фізично — 58 км, залізницею — 77 км, асфальтованою дорогою — 62 км (автошлях Р46). Через місто проходять залізнична лінія і асфальтована дорога Харків—Суми (автошлях Р45).

## Походження назви
Документальні дані щодо безпосереднього питання заснування в 1666 році первинно Богодухової слободи свідчать, що вже на момент осадження цієї слободи місцевість, де це відбувалось, вже називали Богодуховим урочищем та/або Богодуховою гаттю.
Ще раніше в цій місцевості в одному з документів 1659 року згадується «Богодухова» пасіка.
Тобто «Богодухів» топонім в цій місцевості існував вже помітно раніше за час заснування поселення, що отримало від нього свою назву.
Топонім же, дуже вірогідно, отримав назву як похідну від прізвища/прізвиська Богодух.

## Історія

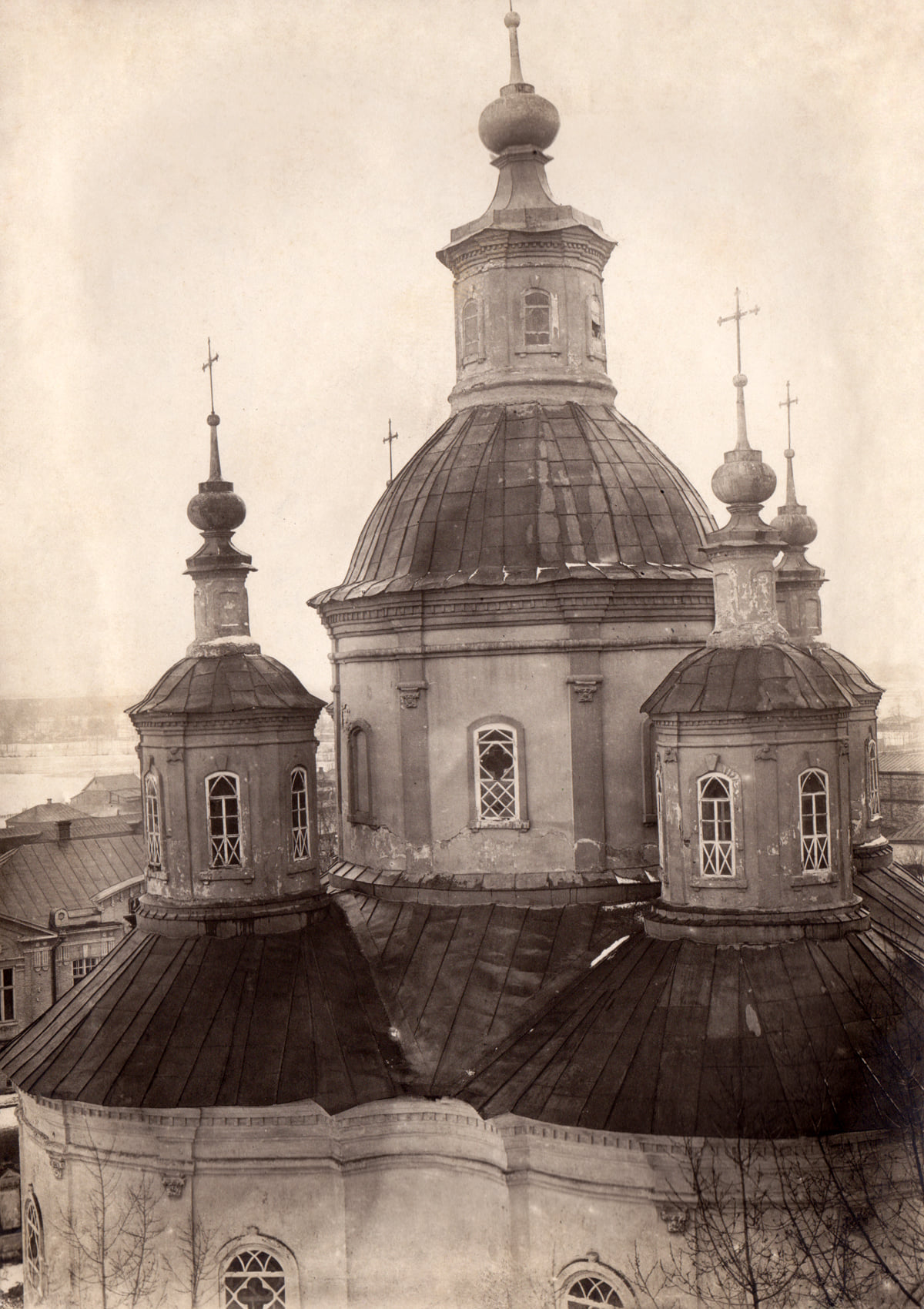
Успенська соборна церква в Богодухові, 1900-10-ті роки, світлина С. А. Таранушенка. Власне ця будівля була збудована в 1793 році за проєктом архітектора П. А. Ярославського. За тим самим чи дуже подібним проєктом того ж архітектора в 1783 році в Харкові була побудовна Христоріздвяна церква

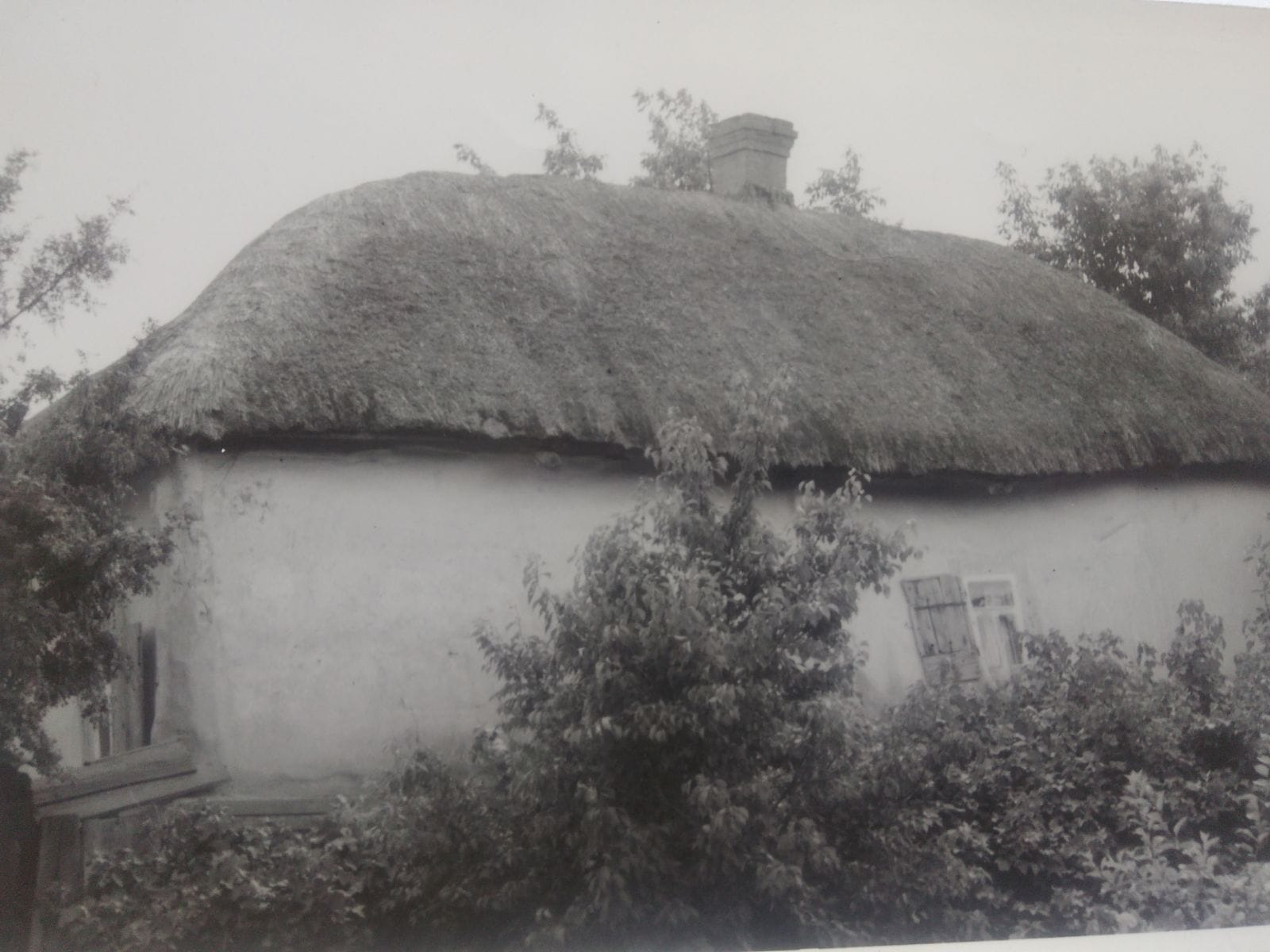
Хата в Богодухові родини Винниченків по Лікарняному провулку № 4, перша половина-середина 20 сторіччя

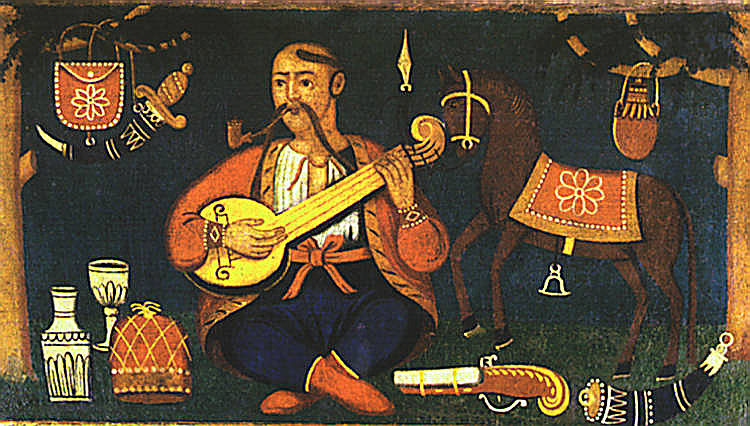
Козак Мамай

Датою виникнення міста, яка була встановлена дослідником, є 1666 рік
Богодухова слобода на місці Богодухова урочища та Богодухової Гаті була заснована в квітні 1666 року. В архіві збереглись безпосередньо документи щодо цього заснування, включно з відповідним листуванням (РДАДА, ф. 210, оп. 12, спр. 599, арк. 336—337а, 745—749).
«Осадчим» нового поселення був охтирський мешканець Карпо Іванович Борзиленко (в деяких документах його прізвище подано на московський манер як «Борзилов», але в тих же документах сказано, що він був «черкасом», тобто українцем).
Землі, на яких було засновано Богодухів, на момент цього заснування належали також охтирським мешканцям. В Богодуховому урочищі були розташовані їх луки, сіножаті, пасіки. Як наслідок цього, з приводу заснування Богодухова мав місце конфлікт між мешканцями Охтирки, які володіли там землями, та переселенцями-засновниками Богодухова.
В архіві зберігся також перший перепис Богодухова, датований жовтнем 1667 року (РДАДА, ф. 1209, оп. 1, спр. 43, арк. 124—151).
В цьому документі також згадується в якості «осадчого» Карпо Борзиленко («Борзилов»). Зокрема, документ цей від його імені засвідчений «рукоприкладством» попа Успенської церкви Богодухова Лаврентія Пилиповича («Лаврентия Филипова»).
Також в цьому документі згаданий отаман Тимош Криса (Крись, Крися).
При цьому «отаман» в той час була виборна посада певного слобідського самоврядування. Аналогічних «отаманів» мали тоді і інші слобідські міста. І сам Богодухів мав надалі й інших отаманів (приміром, за даними так званого Ландратського перепису 1718 року отаманом в Богодухові був Григорій Гребінник). Разом з тим в той час цього голову громади називали часто також «війт».
Фрагменти перепису 1667 року в 1886 році опублікував Д. І. Багалій в першому томі «Історії колонізації та побуту …»(стор. 37-38).
Але там документ цей був помилково датований 1662 роком, а самі його фрагменти опубліковані під назвою "Опись г. Богодухова 1662 г. ".
В результаті довгий час роком заснування Богодухова помилково вважався 1662. Хоча, приміром, ще в Топографічних описах Харківського намісництва кінця 18 сторіччя рік реального заснування Богодухова, 1666, зазначений правильно.
Вже у 1668 р. козаки Богодухова зазнали нападу великого загону кримських татар. У 1680 році Богодухів зазнав нового нападу татар. Тоді загинуло 49 осіб, 184 особи татари захопили в полон. Вони знищили і забрали також чимало хліба, худоби, вуликів та іншого майна, спалили 312 дворів.
В епіцентрі подій опинився Богодухів і в 1708–1709, під час Північної війни.
Економічному розвиткові Богодухова сприяло його вигідне географічне положення — тут пролягав великий шлях, що з'єднував полкові міста Харків та Охтирку. По 1765 рік Богодухів був сотенним центром Охтирського козацького полку.
У 1781 році після організації Харківського намісництва Богодухів став повітовим містом. У цьому ж році затверджується герб Богодухова.
Основним господарським заняттям населення міста було землеробство. Розвивалися також різні промисли. Богодухівські чинбарі добре вичинювали шкіри, а чоботарі шили взуття. Уже на початку XVIII століття Богодухів був своєрідним центром ремісничого виробництва. В документах цього часу зазначається, що головне заняття жителів є шкіряне діло. У 1780-х в місті працювало 10 винокурень на 25 казанів, содовий завод, водяний та паровий млини. Зі зростанням населення млинарство набирало дедалі більшого розвитку.
Значні соціально-економічні зрушення відбулися в житті Богодухова наприкінці XVIII та на початку XIX століть. Досить швидко зростало населення. У 1787 в Богодухові — тоді вже значному місті Харківського намісництва — проживало 6 154 мешканці. На початок XIX століття тут налічувалося 3 959 мешканців тільки чоловічої статі, з них 382 купці, ремісники та інші міщани. Розвивалися ремесла, всіляко підтримувалась і заохочувалась торгівля. Чимало мешканців міста займалося чумацьким промислом. Серед них були досить заможні підприємці.
У 1831 в Богодухові була епідемія холери.
У 1860 в місті проживало 10 552 особи, із них 111 купців, 1 717 міщан і цехових, інші були зайняті у сільському господарстві.
За даними на 1864 у повітовому місті Богодухівського повіту мешкало 10069 осіб (5189 чоловіків та 4880 жінок), налічувалось 1363 дворових господарств, існували 5 православних церков, повітове та приходське училища, лікарня, поштова станція, 5 цегельних заводів, паровий млин, відбувалось 6 ярмарків на рік та 2 базари на тиждень.
У 1877 році  через Богодухів проклали залізницю Харків — Суми, що сприяло розвитку торгівлі  та ремесел.
За даними перепису 1897 кількість мешканців зросла до 11 752 (5 570 чоловіків та 5 992 жінки). Наприкінці ХІХ століття в місті нараховувалось 1,6 тис. будинків, працювало кілька цегельних і шкіряних заводів, два парових млини.
Під час організованого радянською владою Голодомору 1932—1933 років померло щонайменше 1225 жителів міста.
Під час Другої світової війни Богодухів піддався численним бомбардуванням, через це багато історичних будівель зруйновані. Збереглися будівлі чоловічої і жіночої гімназій, торгове приміщення купця Маслєннікова (старий універмаг),  приміщення міської ради, будинок Савича.

## Символіка
Сучасний герб та прапор Богодухова затверджені 10 липня 1996 року рішенням № 900 виконкому міської ради.
Червоно-чорний прапор ОУН буде підніматися в Богодухові разом із державним прапором на Державні свята та у пам'ятні дні на честь Героїв України.

## Основні дати
- Рік заснування: 1666.
- До 1765 року Богодухів був сотенним центром Охтирського козацького полку.
- Після започаткування у 1780 році Харківського намісництва Богодухів стає повітовим містом.
- Рік офіційного затвердження статусу повітового міста 1781.
- 12 жовтня 1941 — відхід радянських військ.
- День визволення під час Другої світової війни: 7 серпня 1943 року.
- 10 жовтня 2014 року у ЗМІ пройшла помилкова інформація, що в Богодухові повалено пам'ятник Леніну[9]. Насправді це відбулося у селі Паляничники, що розташоване в 4-х км на північ від міста.
- 21 червня 2015 року невідомі повалили пам'ятник Леніну в Богодухові.

## Географія

Стела при в'їзді в місто

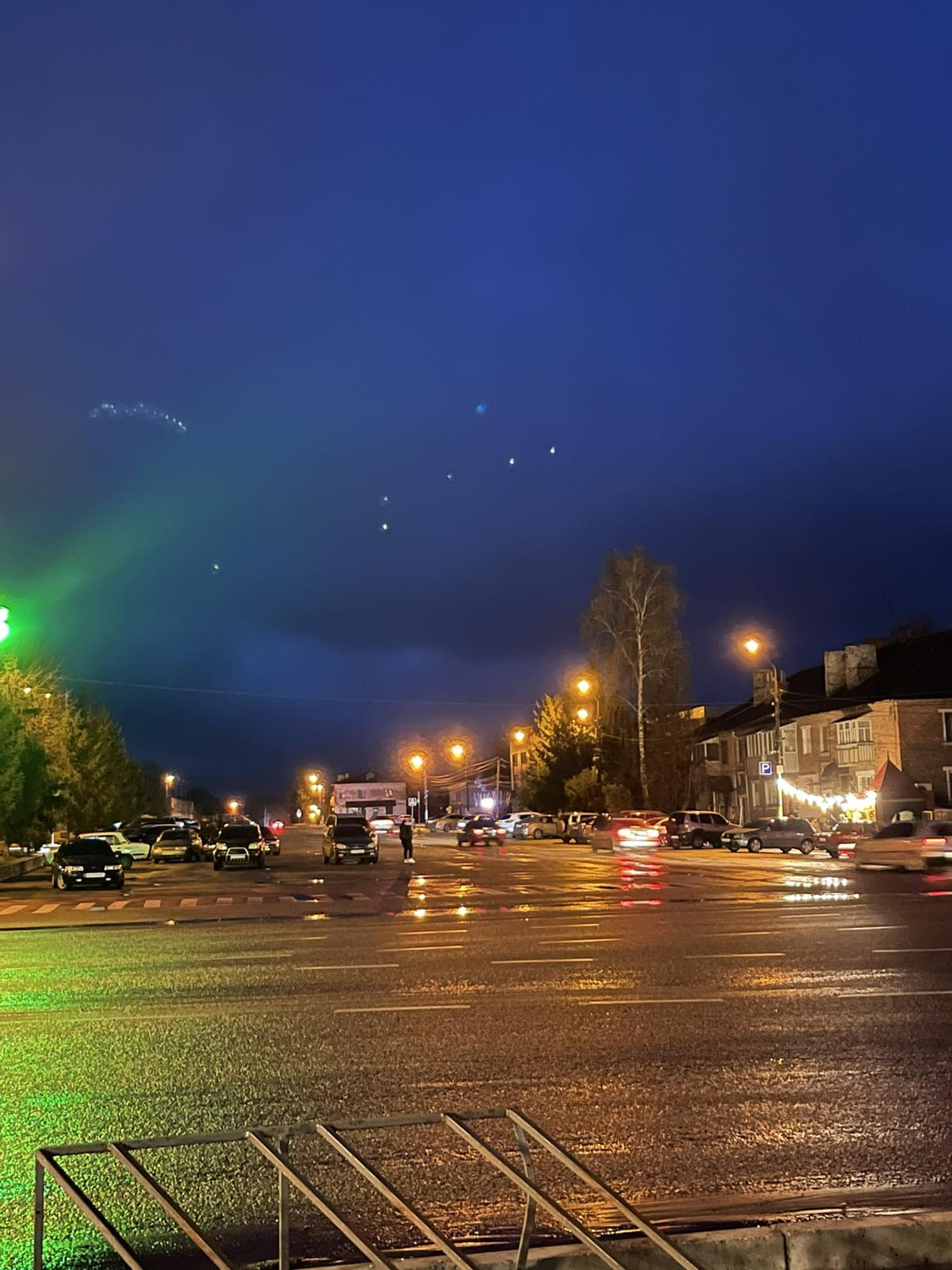
Центр міста Богодухова після дощу.

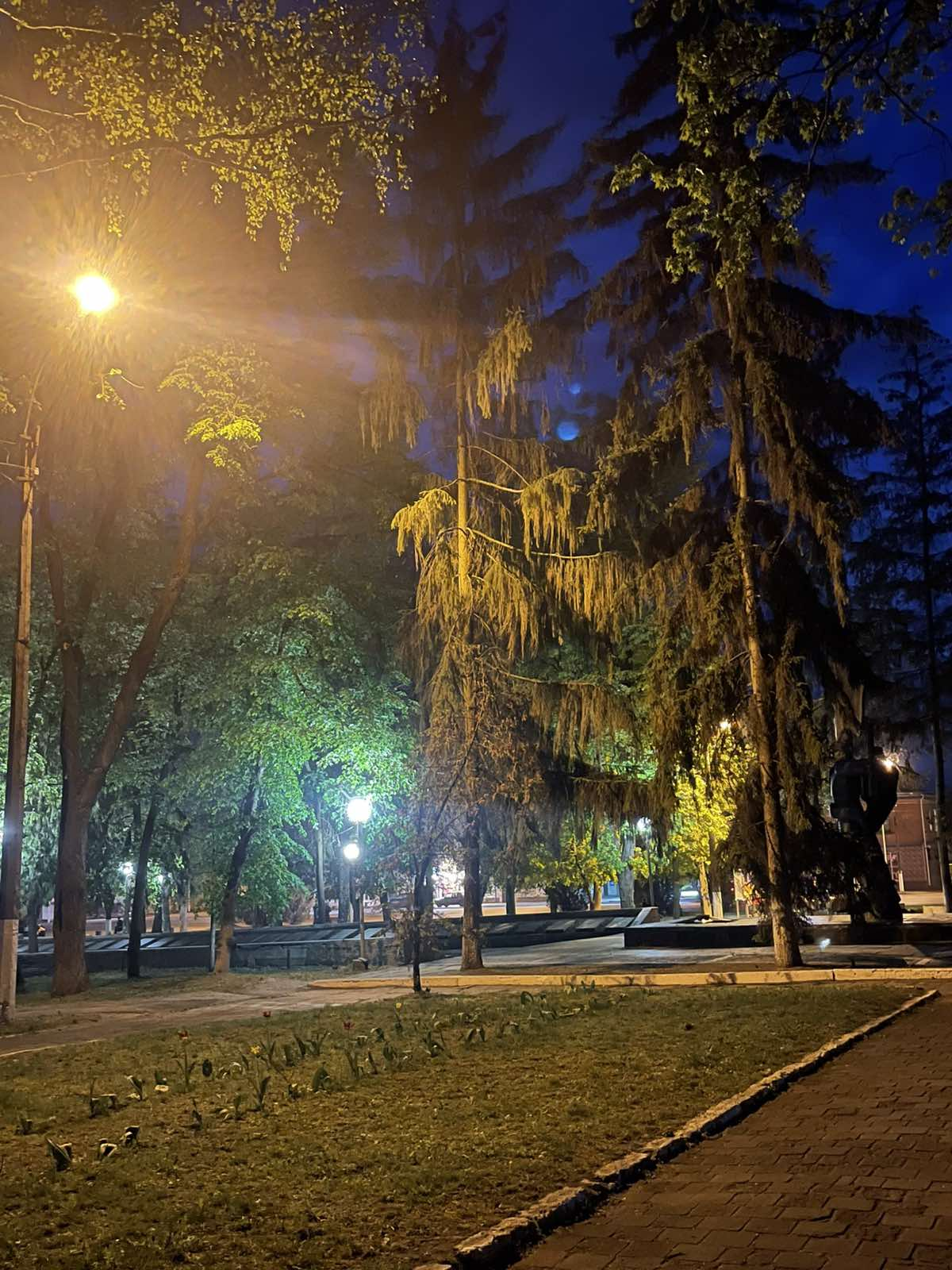
Центральний парк міста Богодухова.

Місто Богодухів розташоване на північному заході від обласного центру м. Харкова на 50° пн.ш. і 35° с.д., у лісостеповій зоні України. Площа лісових масивів близько 20 % від загальної площі району. Богодухів розташований на правому, підвищеному, порізаному балками та ярами мальовничому березі річки Мерла, яка орієнтована в широтному напрямку. Колись це була повноводна річка, але з часом вона обміліла. Лише весною вона іноді розливається і виходить із берегів, що призводить до підтоплення ближніх поселень та пасовищ. Висота міста над рівнем моря 186 м. Магнітне відхилення +6°. Площа території міста 1623 га, 43 відсотки з яких забудовані.

## Клімат

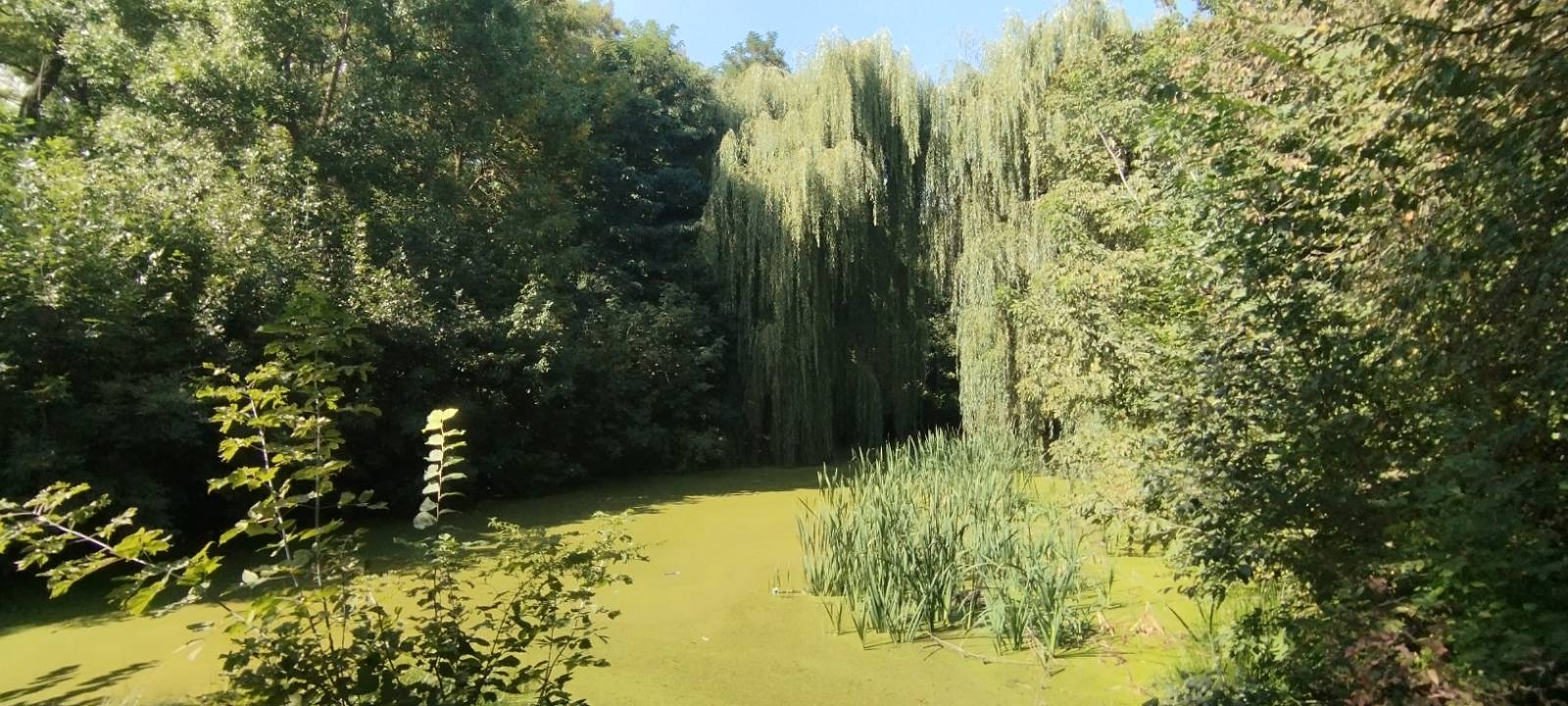
Озеро (м. Богодухів, вул. Охтирська)

Місто Богодухів розташоване в зоні помірно-континентального клімату. Клімат району перебуває під дією повітряних мас, які надходять з Атлантичного та Північного Льодовитого океанів. Для цього клімату характерні відносно тепле літо і порівняно тепла зима, при достатній вологості протягом усього року. Середня багаторічна температура повітря близько +7,2 °C, найхолоднішими місяцями є січень −6,9 °C та лютий −6,8 °C. Мінімальна температура за останні 10 років була у лютому 1994 року −32,5 °C; Лише в 1940 році температура повітря в січні падала до −40 °C. Але в останні роки таких морозів не було.

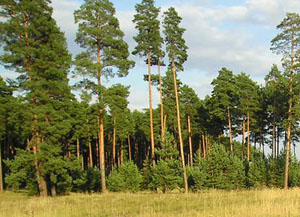
Лісові насадження у межах міста наприкінці серпня

Середня місячна температура липня +19,8 °C, серпня +19,1 °C. Абсолютний максимум +37 °C.
Середньорічна кількість опадів — 552 мм. Норма опадів на рік — 500 мм. Середнє число днів з опадами за рік — 161 день. У холодну пору року днів з опадами спостерігається більше. Найбільша кількість днів з опадами спостерігається в січні і лютому, але найбільша кількість опадів спостерігалася у травні—червні, хоча кількість днів з опадами була менша, але опади були інтенсивні у вигляді зливових дощів. Найменша кількість опадів була у серпні.
Опади випадають частіше у вигляді дощу в теплий період і снігу в холодний. Мряка спостерігається в усі місяці року, за винятком червня й липня, коли її майже зовсім не буває. Восени і взимку мряка спостерігалася частіше, ніж весною. Найбільша кількість днів із дощем припадає на травень, часто дощі бувають у жовтні. У період із листопада по березень кількість днів із дощем зменшується. У цей період спостерігаємо сніг. Нерідко сніг буває в жовтні і у квітні.
Середньорічна вологість повітря — 75 %. Найбільша вологість припадає на холодну пору року (листопад—лютий 85-90 %), найменша вологість у травні 56-60 %. 100 % вологість спостерігається при туманах у період ХІ-III місяці, а з них особливо часто в XII місяці.
Узимку тумани тривають протягом кількох діб. Улітку тумани бувають часто й тривалість їх недовга, всього до 3-5 годин. Частіше вони спостерігаються вранці.
Середньорічна швидкість вітру буває 4 м/с. Найбільша швидкість вітру спостерігається в листопаді—березні. На холодну пору року припадає й найбільше число днів із швидкістю вітру 15 м/с і більше. Найбільша швидкість вітру, яка була зафіксована метеостанцією «Богодухів» у період 1995–2000 рр., становила 24 м/с. Найбільша кількість днів зі штилем спостерігається в літню пору. За напрямком вітри бувають різні. Але взимку й весною частіше спостерігаються східні вітри, влітку західні, восени — південні й західні.
Найбільше хмарних днів спостерігається в період із листопада по березень. Багато ясних днів відмічено влітку (липень—вересень). Висота хмарності найчастіше 600—800 м. Хмарність висотою 300—400 м спостерігається частіше в січні, лютому, березні, листопаді, грудні; 200 м і менше в жовтні й листопаді.
Узимку (грудень—березень) спостерігаються заметілі. Хоча нерідко бувають і наприкінці жовтня—листопаді. Зимові заметілі бувають тривалістю по 2-3 доби.
Сніговий покрив лежить із листопада—грудня до березня. Середня висота снігового покриву близько 15 см. Серед зимових явищ особливо часто спостерігається ожеледь та паморозь, які можуть тривати (особливо у стадії збереження) до 4-6 діб.
Улітку спостерігаються суховії, це коли вітер 12 м/с і більше і низька вологість — менше 30 %. Пилові бурі не характерні для Богодухова.
У теплий період спостерігаються грози й град. 21 травня 1996 року був відмічений сильний град. Розміри граду були більше 30 мм, а місцями 50 мм. Було нанесено великих збитків.
Але взагалі місто Богодухів розташоване в помірній кліматичній зоні. Природні явища, які наносять великої шкоди, спостерігаються дуже рідко, або не спостерігались зовсім.
Атмосфера: Великих промислових забруднюючих підприємств немає, проте через місто проходить залізнична колія, та автодорога Харків—Суми, що впливають на забрудненість атмосфери.

## Населення
Кількість населення станом на 2010 рік становила 19 389 чоловік.
Станом на 1 січня 2005 року:
- Пенсіонерів — близько 32 % населення.
- Рівень народжуваності на 1 тисячу населення — 7,3 людини.
- Рівень смертності на 1 тисячу населення — 21,4 людини.

### Національний склад
Національний склад населення за даними перепису 2001 року:
| Національність  | Відсоток |
| --------------- | -------- |
| українці        | 92,13 %  |
| росіяни         | 6,44 %   |
| білоруси        | 0,47 %   |
| вірмени         | 0,28 %   |
| татари          | 0,16 %   |
| інші/не вказали | 0,52 %   |

### Мовний склад
За даними перепису 1897 року:
| Мова       | Чисельність, осіб | Відсоток, % |
| ---------- | ----------------- | ----------- |
| Українська | 11 169            | 95,04 %     |
| Російська  | 414               | 3,52 %      |
| Інші       | 169               | 1,44 %      |
| Разом      | 11 752            | 100,00 %    |

Рідна мова населення за даними перепису 2001 року:
| Мова              | Чисельність, осіб | Відсоток, % |
| ----------------- | ----------------- | ----------- |
| Українська        | 16 658            | 92,31 %     |
| Російська         | 1 255             | 6,95 %      |
| Білоруська        | 34                | 0,19 %      |
| Вірменська        | 32                | 0,18 %      |
| Ромська           | 16                | 0,09 %      |
| Угорська          | 3                 | 0,02 %      |
| Румунська         | 2                 | 0,01 %      |
| Польська          | 2                 | 0,01 %      |
| Кримськотатарська | 2                 | 0,01 %      |
| Інші/Не вказали   | 41                | 0,23 %      |
| Разом             | 18 045            | 100 %       |

## Економіка
- Авторемонтний завод
- Меблева фабрика
- Молокопереробний завод[14]
- Богодухівський м'ясокомбінат[15]
- Плодово-овочевий комбінат
- Харчосмакова фабрика
- Хлібзавод[16]
- Цегельний завод
- Швейна фабрика

Першими промисловими підприємствами міста були свічний та клейовий заводи. В ньому працювали млини та трактири.
Із 1930 року у районі промислово переробляється шкіряна сировина. Підприємство «Богодухівшкіра» (філія «Луганськшкіра») має сучасне імпортне обладнання і виробляє високоякісну продукцію (у тому числі і призначену для експорту в інші країни).
Богодухівський молокозавод почав працювати у 1969 році. Підприємство постійно розширює асортимент продукції, покращує [джерело?] її якість. У 2005 році щомісячне виробництво продукції заводу перевищувало 1 млн гривень.
Працює ВАТ «Богодухівський хлібзавод». У 2005 році він виготовляв понад 40 найменувань виробів.
Використовує технологічний досвід передових підприємств України і закордонних фірм ЗАТ «Богодухівський м'ясокомбінат». Останнім часом (станом на 2005 рік) на підприємстві запровадили випуск 30 нових видів копчених і ковбасних виробів.
ТОВ «Богодухівський завод продтоварів» пропонує своїм клієнтам широкий асортимент кондитерських виробів, борошно, масло, крупи.

## Культура

### Навчальні заклади
- Школа № 1 (КЗ «Богодухівський ліцей № 1»)
- Школа № 2 (КЗ «Богодухівський ліцей № 2»)
- Школа № 3 (КЗ «Богодухівський ліцей № 3»)
- Музична школа (школа мистецтв імені В. Т. Борисова)
- Спортивна школа
- Медичне училище
- Професійний аграрний ліцей

### Заклади культури і соціальної сфери
- Будинок молоді
- Будинок культури
- У місті розташований найбільший спортивний комплекс району — стадіон «Колос»
- Редакція районної газети «Маяк»

У місті також розташовані Центральна районна лікарня, санепідемстанція, поліклініка.

### Релігія
В місті діють регігійні громади декількох конфесій:
- Православні християни
  - Православна церква України
    - Храм Святої Трійці[17]

  - Українська православна церква (Московський патріархат)
    - Свято-Духівський храм [Архівовано 12 травня 2021 у Wayback Machine.]
    - Покровський храм [Архівовано 23 червня 2021 у Wayback Machine.]
- Євангельські християни
  - Українська Церква Християн Віри Євангельської
    - церква «Відродження»[18]

  - Всеукраїнський союз церков євангельських християн-баптистів
    - Дім молитви Євангельських християн-баптистів[19]

  - Церква адвентистів сьомого дня в Україні
    - Церква адвентистів сьомого дня в Богодухові
- Свідки Єгови
  - Зал Царства Свідків Єгови[20]

Ці релігійні громади (крім Свідків Єгови) співпрацюють між собою на рівні їх всеукраїнських об'єднань в рамках Всеукраїнської ради церков.

## Пам'ятні місця
- У центрі міста розташований Меморіал Слави на згадку про події нацистсько-радянської війни. Перед скульптурним комплексом розташовано Вічний Вогонь. Щороку 8 травня, коли відбуваються урочистості з приводу Дня Перемоги, та 7 серпня, коли святкують День Визволення міста від німецьких загарбників та загарбання радянськими, саме тут відбувається офіційна частина церемонії. Меморіал розташований у міському парку.
- Також є пам'ятник воїнам-танкістам — визволителям міста. Він розташований при виїзді з Богодухова у напрямку міста Суми.

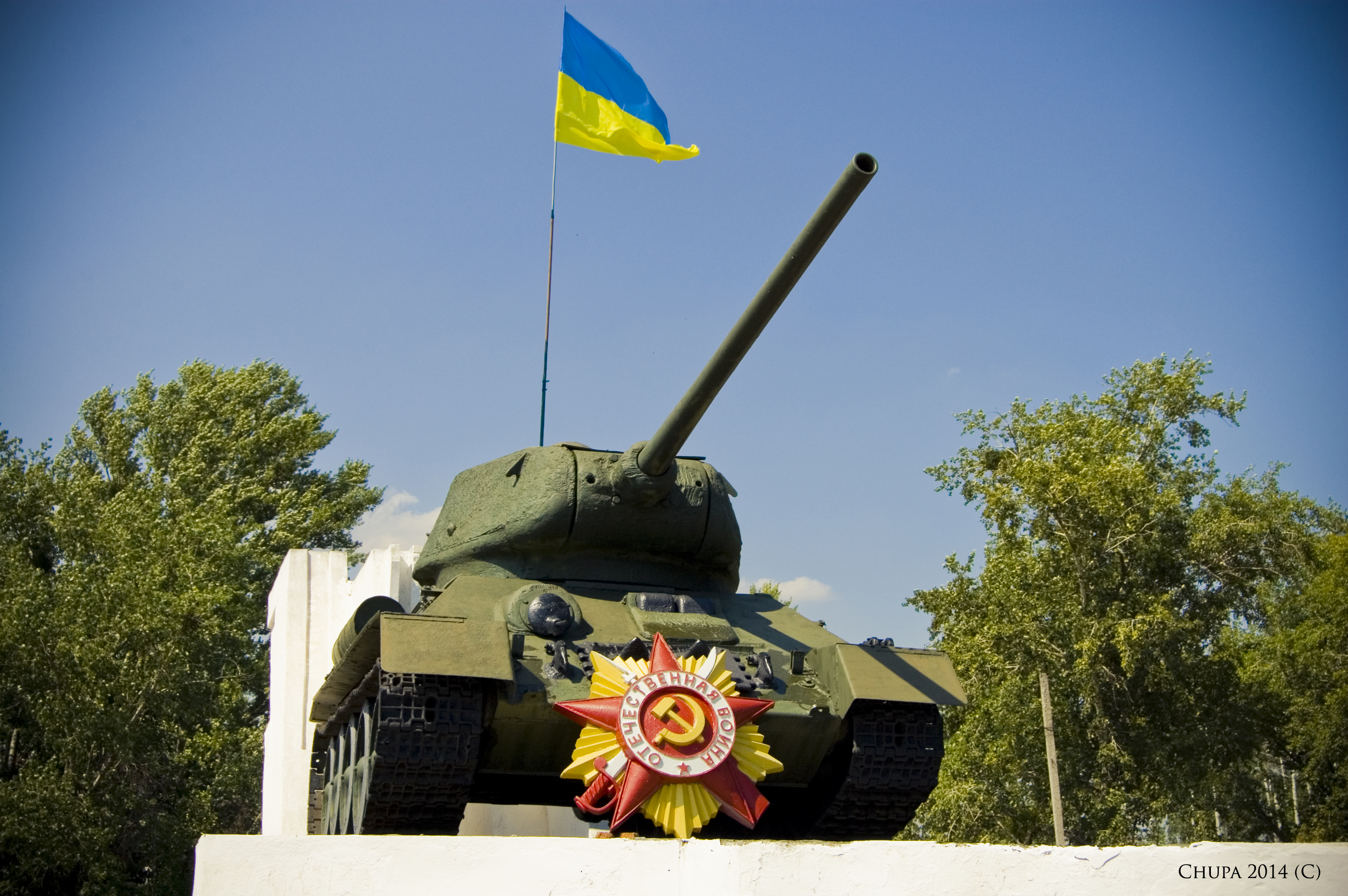
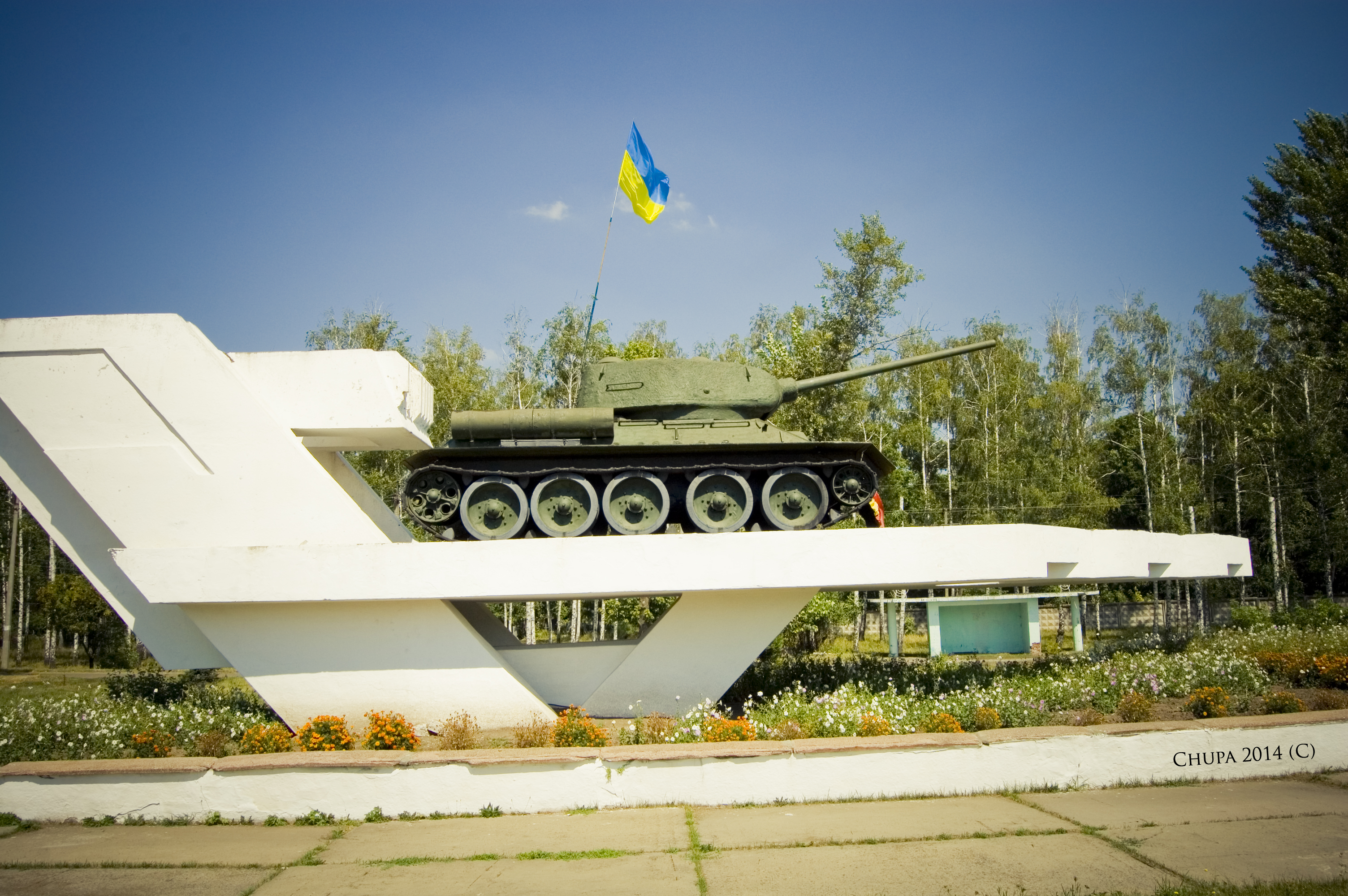

- У Богодухові з 40-х років була розташована військова частина. Після її ліквідації приміщення штабу використовуються під тваринницьку ферму, а на території, яка належить Міністерству оборони, влаштовано експозицію військової техніки.
- У місті є також Краєзнавчий музей.

### Фотографії Богодухова початку ХХ століття

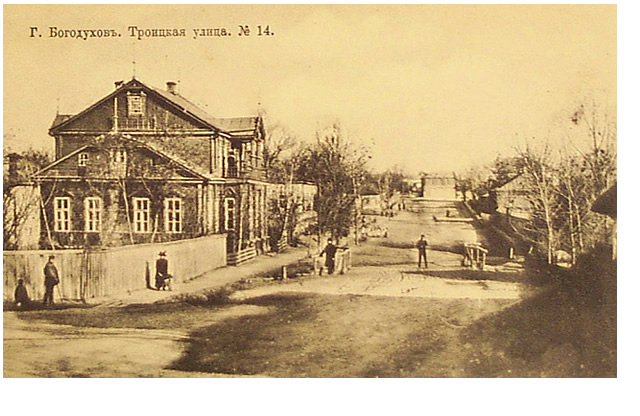
Троїцька вулиця
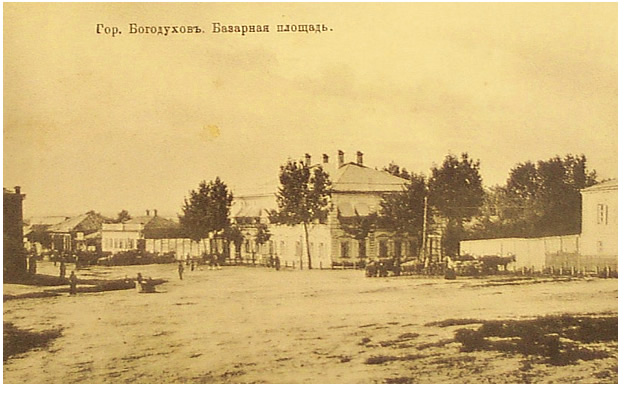
Базарна площа
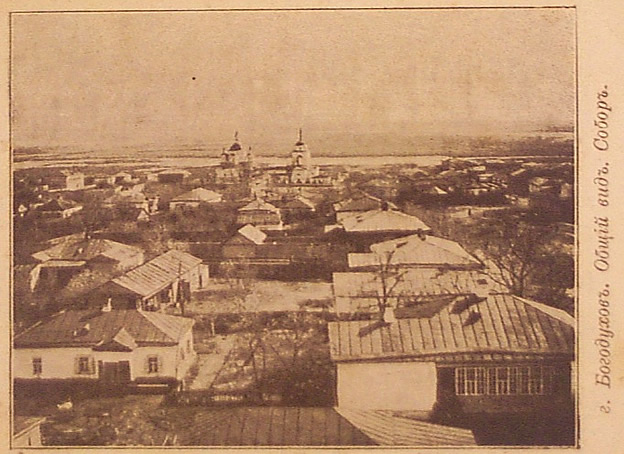
Загальний вигляд. Собор
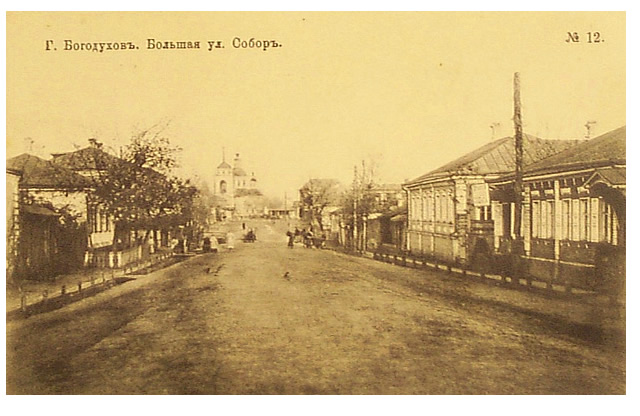
Велика вулиця. Собор
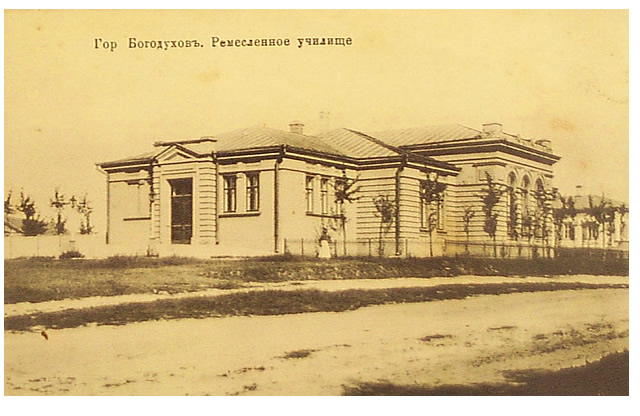
Ремісниче училище

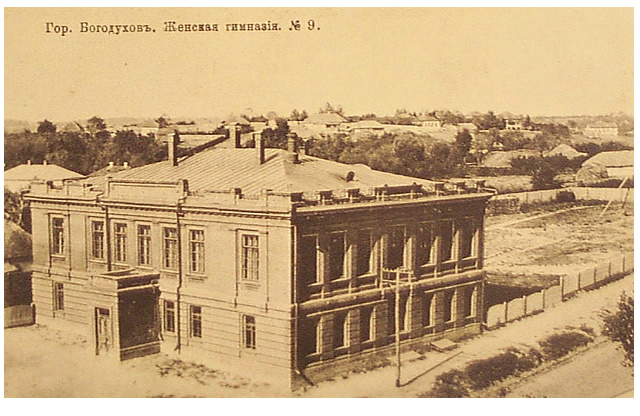
Жіноча гімназія
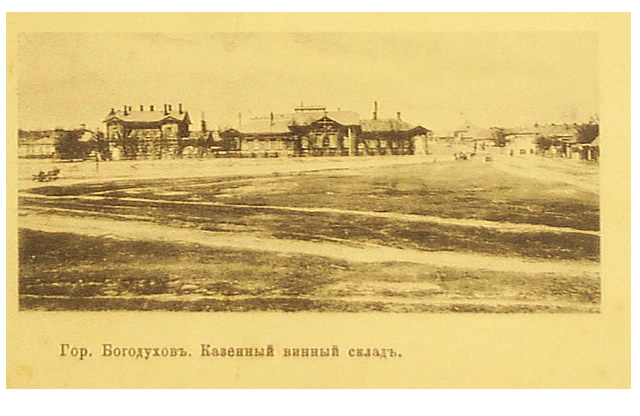
Місце для збереження вина
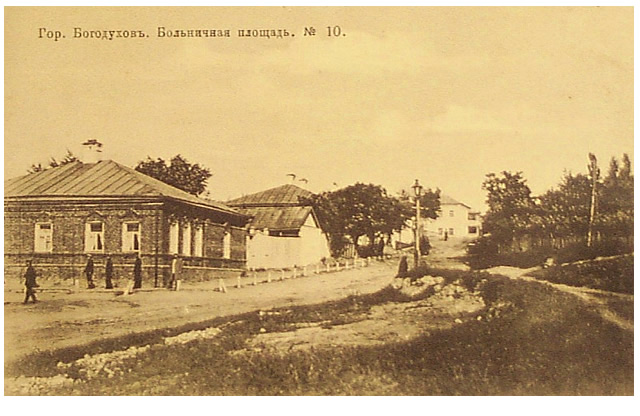
Лікарняна площа
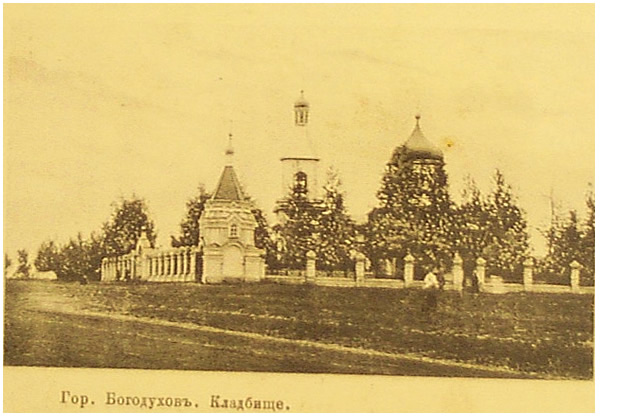
Цвинтар

## Міста-побратими
- Боєртаун, США
- Самбір, Україна

## Відомі люди
Народились:
- Грінченко Марія Миколаївна (1863—1928) — український письменник, педагог, перекладач. Дружина Бориса Грінченка
- Дяченко Анатолій Гнатович — радянський партизан України і Югославії в роки Другої світової війни. Національний герой Югославії[21].
- Кіхтенко Олександр Тимофійович — український воєначальник, генерал армії України. З 10 жовтня 2014 року — голова Донецької ОДА.
- Русланова Ніна Іванівна (1945—2021) — радянська і російська актриса театру і кіно[22].
- Слісаренко Сергій Петрович — військовий, учасник АТО 2014—2015 років.
- Шигимага Петро Антонович — український живописець.
- Чорний Михайло Кирилович (1911—1985) — радянський і український кінооператор.
- Удовиченко Роман Миколайович (1979—2022) — старший солдат Збройних Сил України, учасник російсько-української війни, що загинув у ході російського вторгнення в Україну в 2022 році.
- Івченко Віктор Іларіонович 1912—1972) — український та радянський кінорежисер.

## Галерея

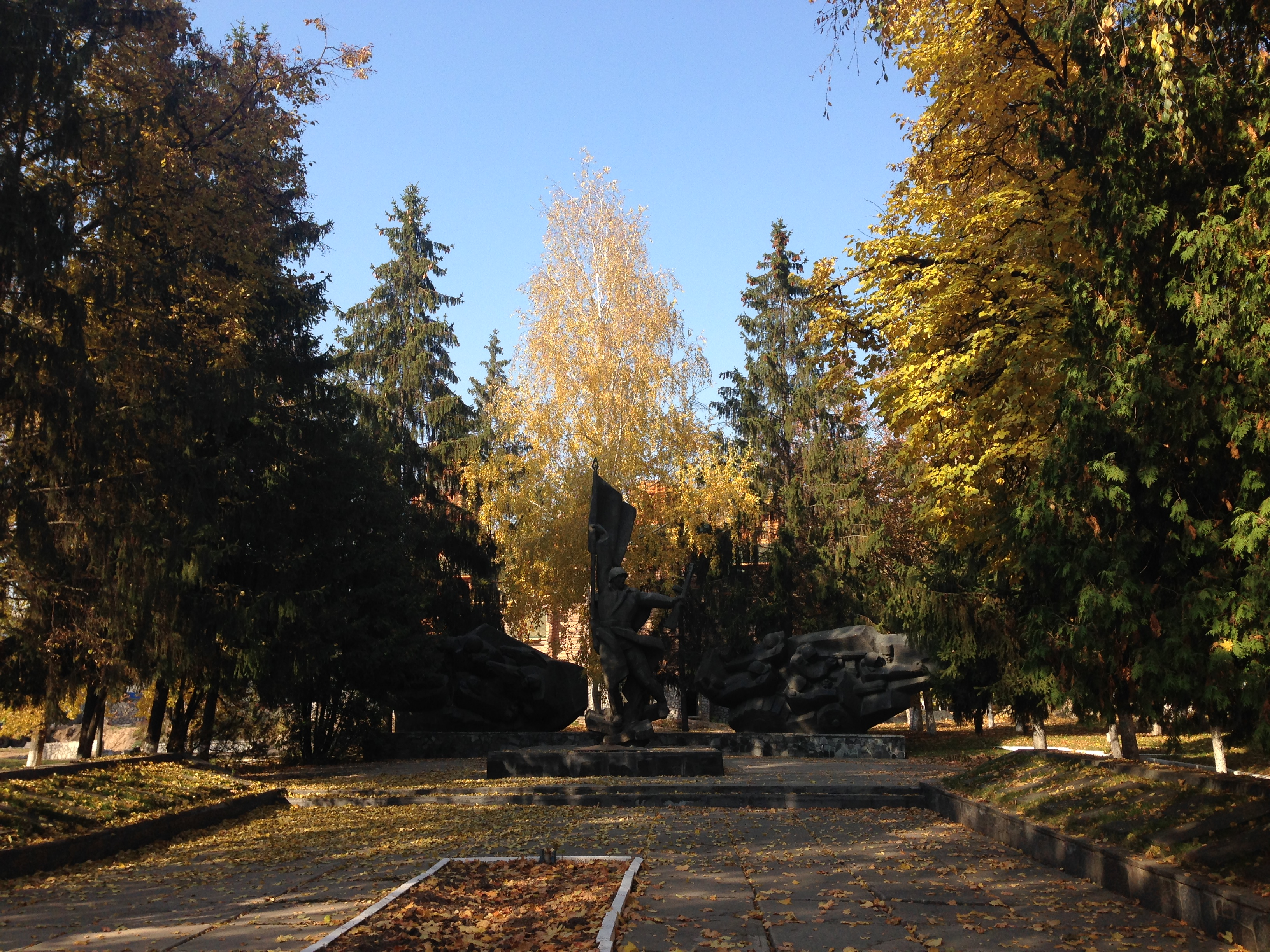
Меморіальний комплекс на честь воїнів і жителів Богодухова
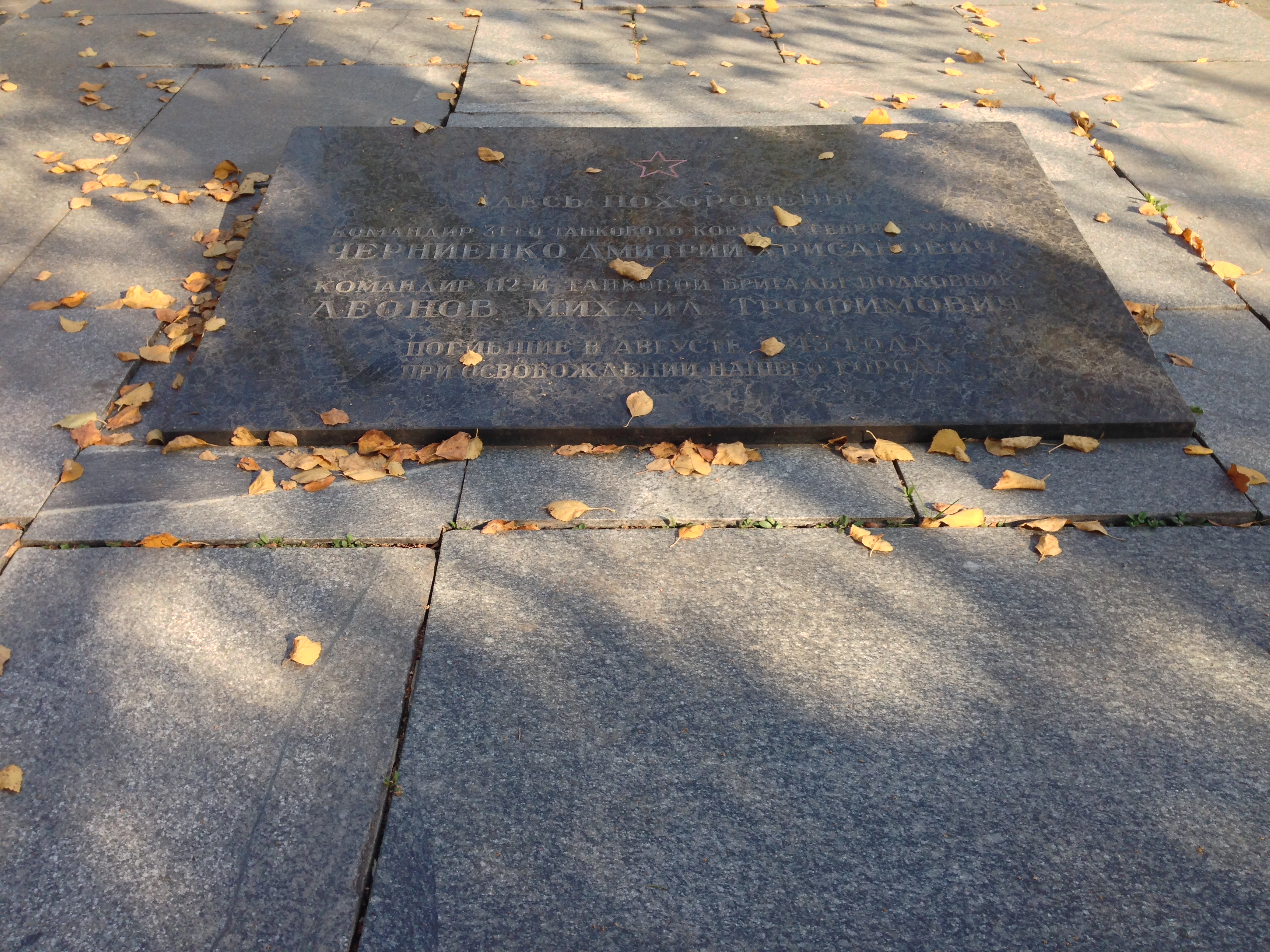
Могила Чернієнка Д.Х. і генерал-майора Леонова М.П.
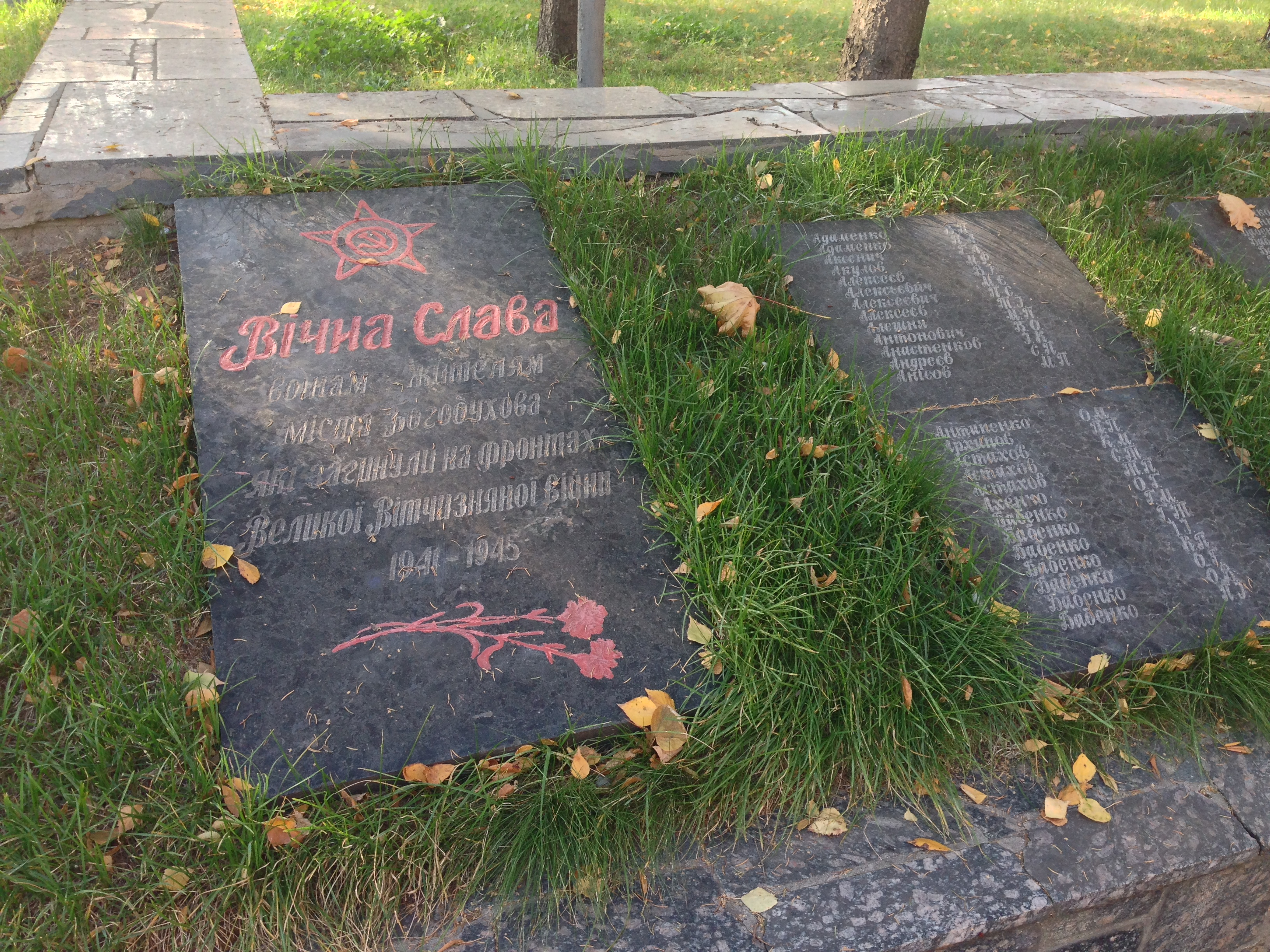
Меморіальний комплекс на честь воїнів і жителів Богодухова
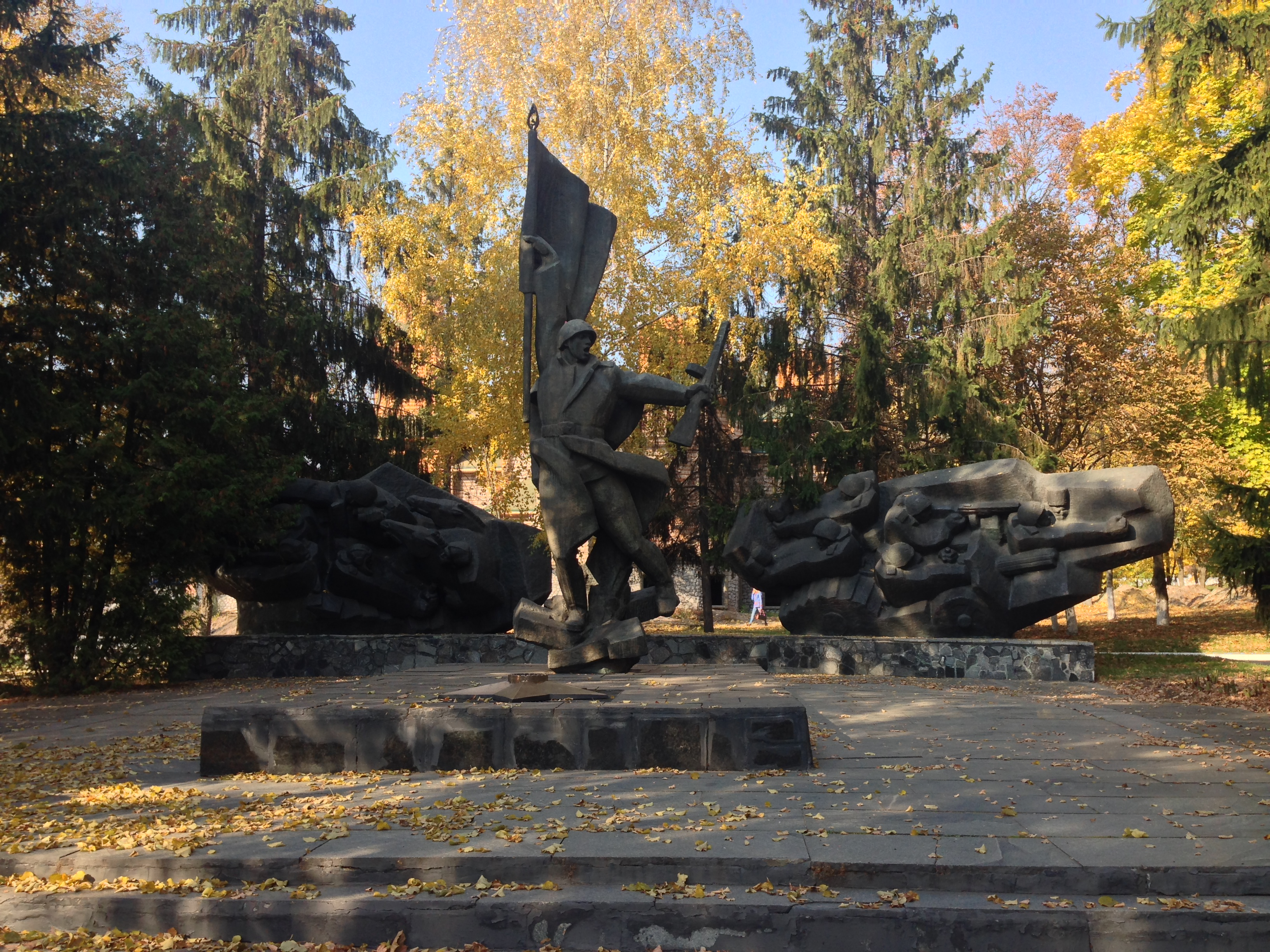
Могила невідомого солдата
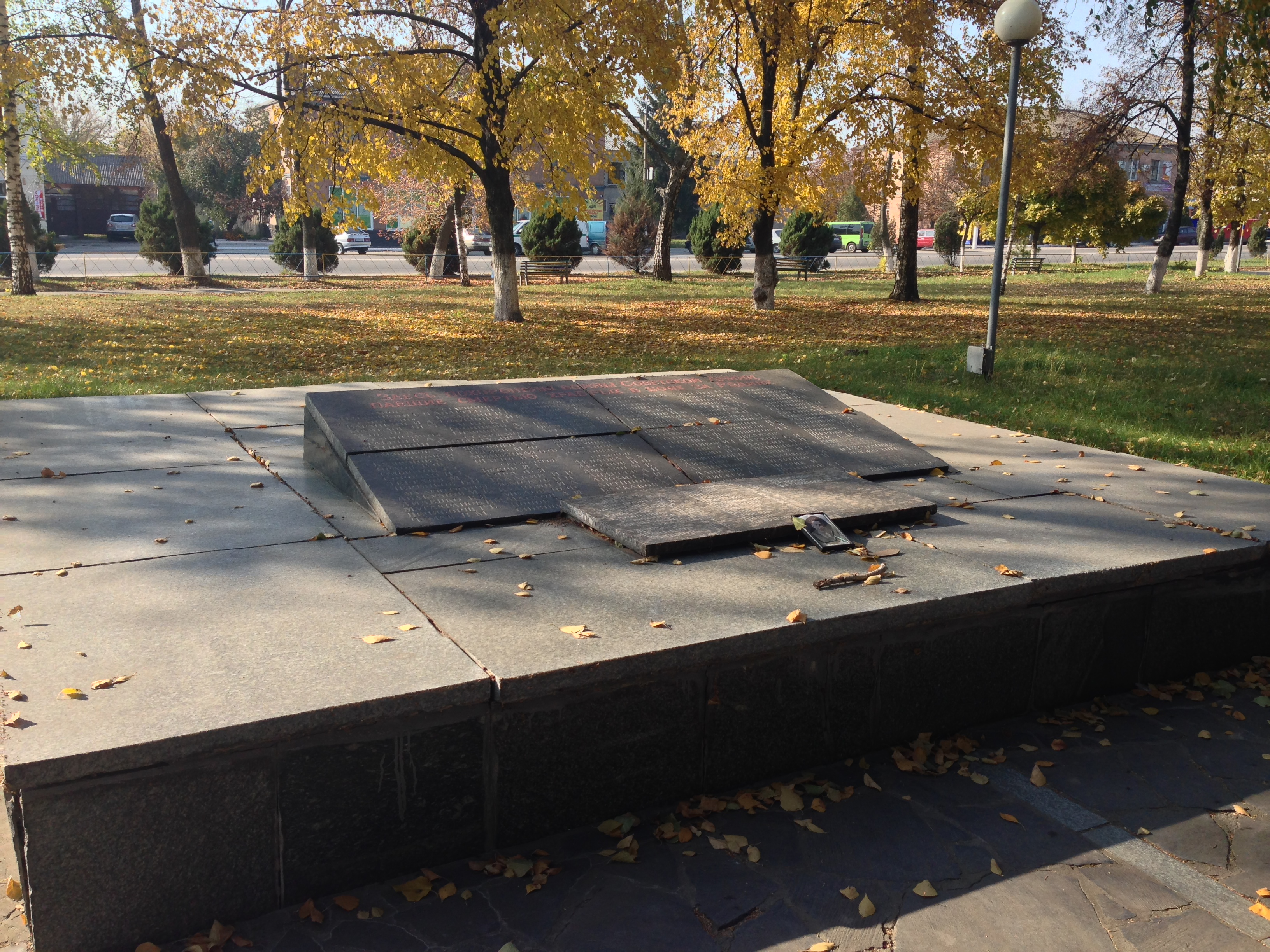
Могила радянських воїнів 1941-1945 рр.
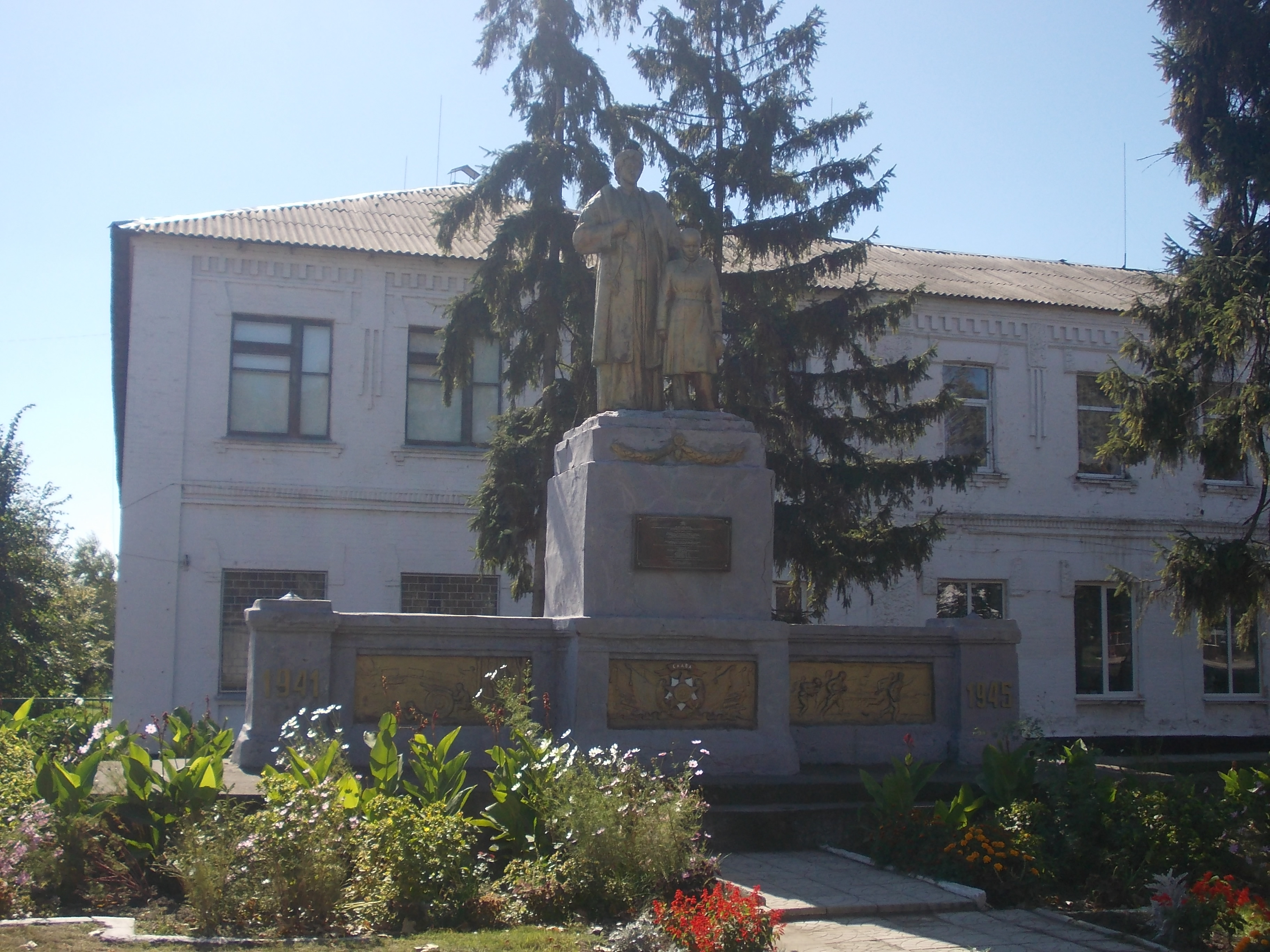
Братська могила жертв класової боротьби, радянських воїнів і партизанів